# A Ram Sam Sam
A Ram Sam Sam

Probléma esetén lásd:Médiafájlok kezelése.
Az A Ram Sam Sam egy népszerű marokkói gyerekdal és játék, amely világszerte népszerűvé vált. Más változatokat is használnak, mint például az "A Ram" helyett az "Aram" és a "Zam Zam" a "Sam Sam" helyett.

## Szövege, mozdulatok és jelentése
A dal szövege általában a következő:
A ram sam sam, a ram sam sam
Guli guli guli guli guli ram sam sam
A ram sam sam, a ram sam sam
Guli guli guli guli guli ram sam sam
A rafiq, a rafiq
Guli guli guli guli guli ram sam sam
A rafiq, a rafiq
Guli guli guli guli guli ram sam sam
A dal egy arab dal, marokkói dialektusban éneklik. A dal szavainak jelentései a következők:
A ram sam sam: Sam futott
Guli guli guli: mondd, mondd, mondd
A rafiq: barát, társ
Ha nem játékként, ezt a dalt gyakran körben éneklik el.
A játékot egy gyerekcsoport játssza. A dalt a csoport vezetője énekli, és a résztvevőknek több műveletet kell végrehajtaniuk bizonyos szövegek alatt, általában:
- A ram sam sam - verjenek a kezeikkel, jobbról balra, majd balról jobbra.
- Guli guli – húzzák szét a kezeiket, intve, mintha valami ragacsos lenne
- A rafiq – forgassák a mutatóujjaikat a fej két oldalán (mintha valaki őrült lenne), felfelé mutatott ujjakkal végződve.

A The Spinners liverpooli népcsoport dalának egy verziója, amely azt állította, hogy egy izraeli énekestől tanulta a dalt, és a szavak arámi nyelvűek, a következő szöveggel rendelkezett:
Aram sa-sa, aram sa-sa,
Gulli gulli gulli gulli gulli gulli ram ra-sa. (2x)
Arami, arami,
Gulli gulli gulli gulli gulli gulli ram ra-sa. (2x)
A fordítást így adták: „Kelj fel a lovadra és vágtass el”. Amikor előadták a dalt, a csoport közönség részvételével készült dalt csinált belőle, két részre osztva a közönséget, és arra bátorította őket, hogy körben énekeljék el.

## Fordítás
Ez a szócikk részben vagy egészben  az   A Ram Sam Sam című angol Wikipédia-szócikk fordításán alapul.  Az eredeti cikk szerkesztőit annak laptörténete sorolja fel. Ez a jelzés csupán a megfogalmazás eredetét és a szerzői jogokat jelzi, nem szolgál a cikkben szereplő információk forrásmegjelöléseként.